# Abby Lockhart
Dr Abby Lockhart (nazwisko po zawarciu związku małżeńskiego – Kovač, dawniej Abby Wyczenski) – fikcyjna postać z serialu Ostry dyżur grana przez Maurę Tierney. Występowała w 10 sezonach serialu.
Jest Amerykanką polskiego pochodzenia. Początkowo była pielęgniarką studiującą medycynę. Studia przerwała wskutek problemów finansowych, ale ostatecznie je ukończyła i została lekarzem. W kilku odcinkach przedstawione są trudne relacje Abby z matką, Maggie Wyczenski (Sally Field), chorą na chorobę afektywną dwubiegunową. Długi czas pozostawała w związku z dr. Carterem (Noah Wyle), jednak w 13. sezonie wyszła za mąż za dr. Lukę Kovača (Goran Višnjić), z którym miała syna. W 15. sezonie wraz z mężem wyjechała do Bostonu.